# Berdeniella globulifera
Berdeniella globulifera är en tvåvingeart som beskrevs av Vaillant 1976. Berdeniella globulifera ingår i släktet Berdeniella och familjen fjärilsmyggor. Inga underarter finns listade i Catalogue of Life.